# Stopień Wodny Kościuszko
Stopień wodny Kościuszko – stopień wodny na Wiśle znajdujący się w gminie Liszki, tuż przy zachodniej granicy Krakowa, otwarty w 1990 roku.
Most nad stopniem wodnym ma 183,6 metra długości i 24,8 metra szerokości. Ma 5 przęseł. Przez most przeprowadzona jest zachodnia obwodnica Krakowa w ciągu autostrady A4 (E40).
Na hydrotechniczne elementy stopnia wodnego składają się trójprzęsłowy jaz (szerokość przęsła 32 m), śluza dł. 190 m, szer. 12 m, wys. podnoszenia 3,7 m, spad 4,4 metra, zapora ziemna, sterownia, przepławka dla ryb oraz mała elektrownia wodna (o mocy 3 MW).
Stopień wodny Kościuszko jest jednym z elementów kaskady Górnej Wisły – poprzedza go stopień wodny Łączany, a kolejnym jest stopień wodny Dąbie.
Tuż za stopniem wodnym w 2002 r. wybudowano krakowski tor kajakarstwa górskiego, do którego w 2004 r. poprowadzono drogę rowerową z Krakowa.
Z mostu rozpościera się widok w kierunku klasztoru na Bielanach (w kierunku wschodnim) oraz opactwa w Tyńcu (w kierunku zachodnim).
W 2007 r. rozpoczęto gruntowną przebudowę mostu (związaną z przebudową autostrady A4). Podczas przebudowy wybudowano obok kładkę pieszo-rowerową.
Od 2009 r. przez śluzę przebiega trasa tramwaju wodnego z centrum Krakowa do Tyńca.

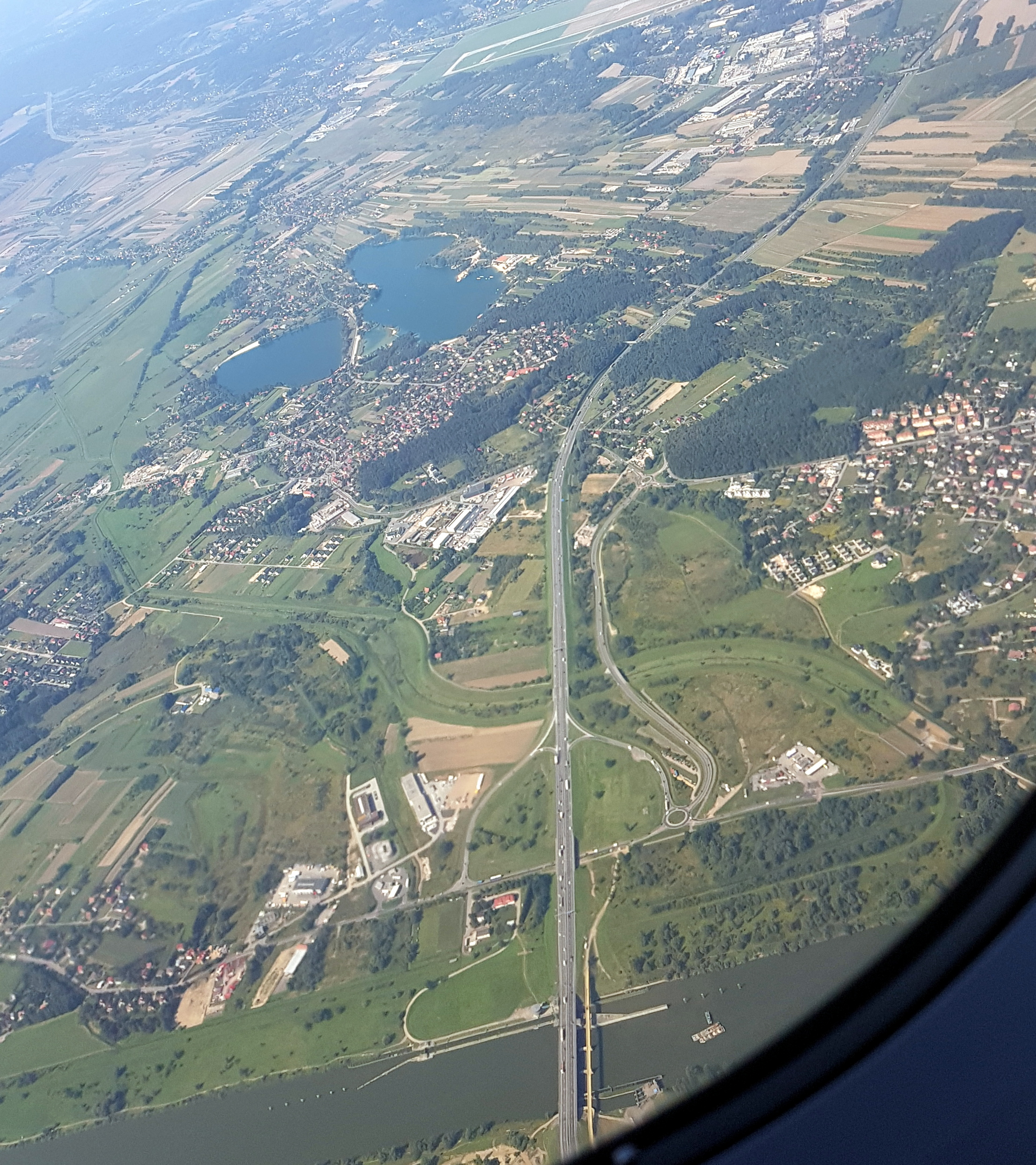
Widok z lotu ptaka, w górnej części zdjęcia pobliskie zalewy
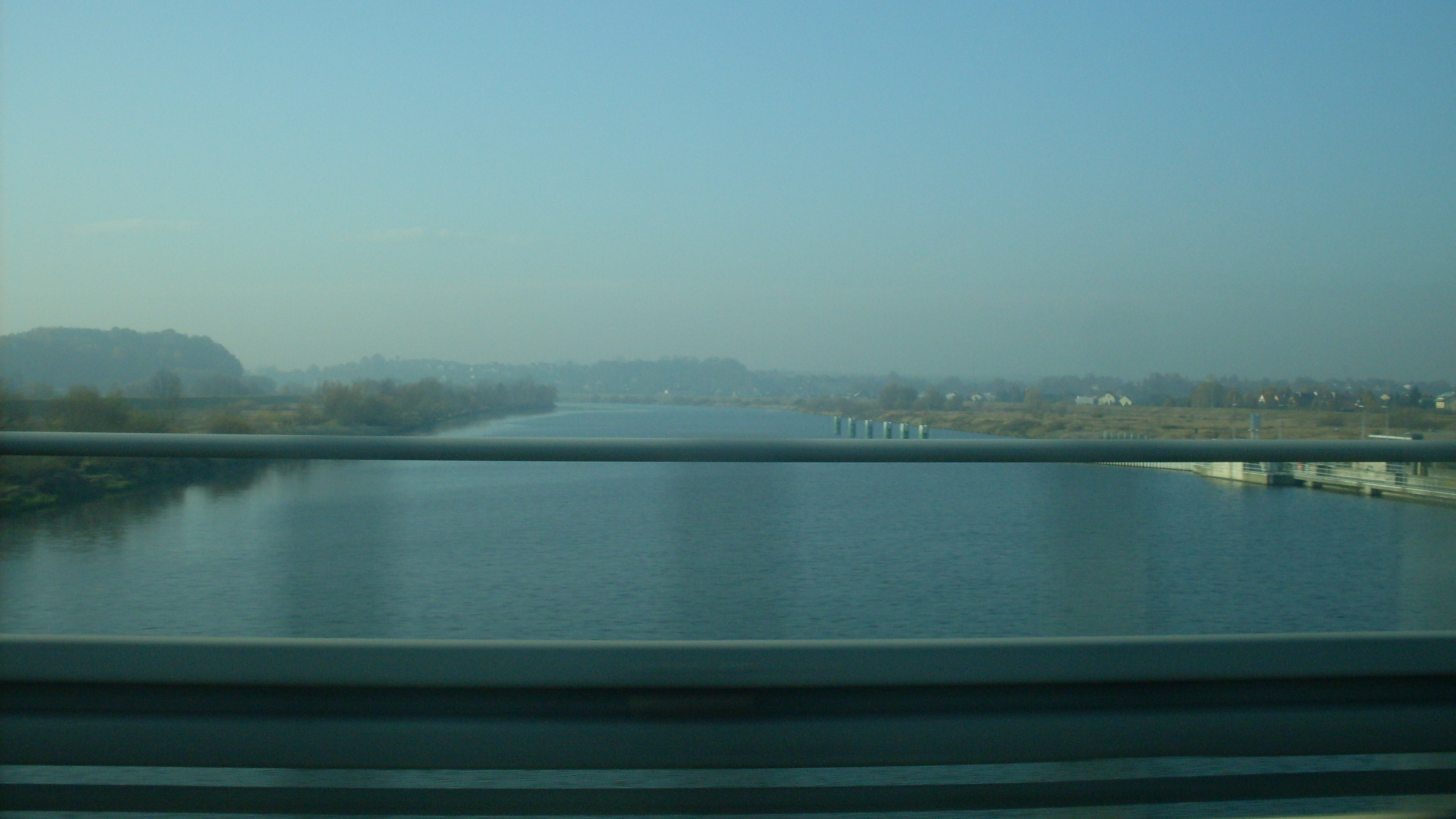
Widok z mostu w ciągu autostrady w kierunku zachodnim
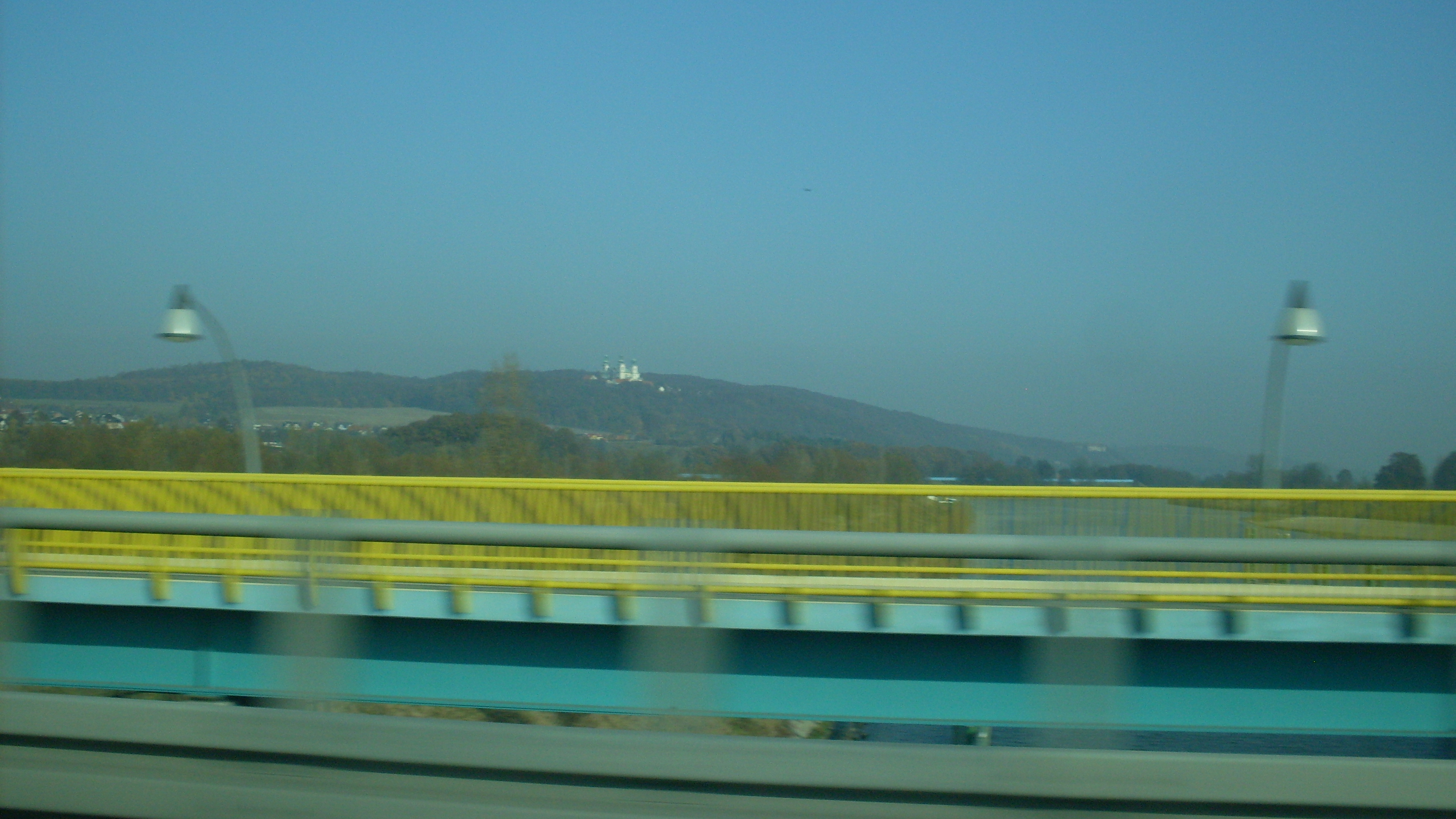
Kładka pieszo-rowerowa przy Stopniu Wodnym Kościuszko
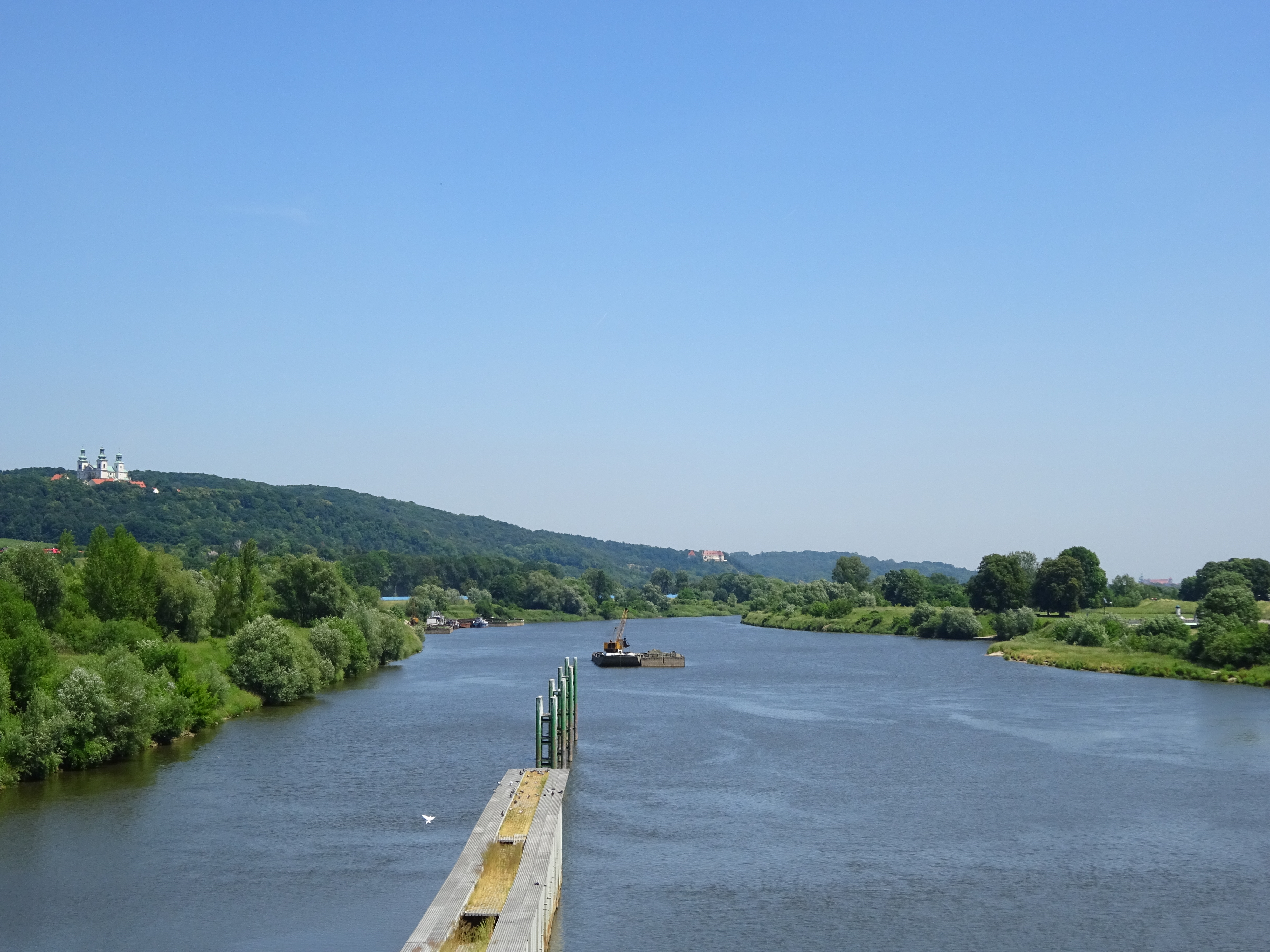
Widok z kładki przy Stopniu Wodnym Kościuszko w kierunku wschodnim (ponad Wisłą widoczne po lewej – Klasztor oo. Kamedułów na Bielanach, pośrodku – Zamek w Przegorzałach, po prawej – zabudowania Wzgórza Wawelskiego)